# Анжел Мартін
А́нжел Марті́н Гарсі́я (кат. Ángel Martín García; нар. 25 листопада 1978, Андорра-ла-Велья, Андорра) — андоррський футболіст, півзахисник.
Захищав кольори національної збірної Андорри, у складі якої провів 17 матчів. Також відомий тим, що взяв участь у першому офіційному матчі збірної Андорри.

## Виступи за збірну

### Матчі за збірну
| #   | Дата       | Стадіон                      | Суперник | Рахунок | Турнір           | Місце   | Голи | Жовта картка · Червона картка | Капітан |
| --- | ---------- | ---------------------------- | -------- | ------- | ---------------- | ------- | ---- | ----------------------------- | ------- |
| 01. | 13.11.1996 | «Комуналь», Андорра-ла-Велья | Естонія  | 1—6     | Товариський матч | Андорра |      |                               |         |

## Нагороди та досягнення
- «Санта-Колома»
  - Прімера Дівізіо (6): 2000—01, 2002—03, 2003—04, 2007—08, 2009—10, 2010—11
  - Копа Констітусіо (6): 2000—01, 2002—03, 2003—04, 2004—05, 2005—06, 2006—07, 2008—09
  - Суперкубок Андорри (4): 2002—03, 2004—05, 2006—07, 2007—08